# Scootmobiel
Een scootmobiel is een scooter, met minimaal drie wielen, die is ingericht voor het vervoer van gehandicapten. Een scootmobiel gaat meestal niet sneller dan 15 km∕h. De actieradius ligt, afhankelijk van merk en type, doorgaans tussen de 30 en 60 km. 
Een scootmobiel kan open zijn of een gesloten carrosserie hebben.
De eerste typen scootmobielen werden "invalidenkarretjes" genoemd. Ze werden door velen ervaren als stug, oncomfortabel en waren door hun uiterlijk, beperkte snelheid en beperkte actieradius niet geliefd. In de loop der jaren werd de scootmobiel steeds meer gebruikt door mensen met een mobiliteitsbeperking.

## Techniek
De meeste scootmobielen bevatten twee in serie geschakelde accu's van 12 volt die een elektromotor van 24 volt van spanning voorzien. Deze accu's gaan bij normaal gebruik gemiddeld 5 jaar mee. De snelheid wordt bepaald met een potentiometer in handvat of via een pedaal. De bediening gaat met stuurhendels, of met pedaal, of met draai-handvat. Door die verder of minder in te drukken verandert de snelheid. Daarnaast is er meestal nog een knop met een aantal rijstanden, bijvoorbeeld 1, 2 en 3.

## Nederland
Het aantal scootmobielen is in Nederland toegenomen nadat gemeenten in het kader van de Wet voorzieningen gehandicapten (WVG) en diens opvolger, de Wet maatschappelijke ondersteuning (WMO) deze vervoermiddelen in bruikleen of tegen een maandelijkse eigen bijdrage aan mensen met mobiliteitsproblemen gingen verstrekken. Met name als gevolg van de toenemende vergrijzing, COPD en obesitas nam het gebruik van scootmobielen toe. Daardoor groeide ook de markt van aanverwante producten en diensten.
Om in aanmerking te komen voor vergoeding vanuit de WMO moet de scootmobiel begrensd zijn op 25 km∕h of minder. 

### Regels
De benaming scootmobiel komt uit de volksmond: in de wetgeving komt het woord niet voor. Om een scootmobiel op de openbare weg te gebruiken is het verplicht om een WA-verzekering af te sluiten. De verzekerde krijgt jaarlijks een nieuwe sticker die op het voertuig geplakt moet worden, op dezelfde plek als die van een kenteken. Het voertuig wordt niet geregistreerd in het kentekenregister van de RDW. De verzekering is geldig in de landen die op de groene kaart zijn vermeld.
De gebruiker van de scootmobiel is een bestuurder. Hij mag gebruikmaken van de rijbaan, het (brom)fietspad en het voetpad, maar niet van de snelweg of wegen die verboden zijn voor fietsers én bromfietsers. Op de openbare weg gelden dezelfde maximale snelheden als voor bromfietsers. Daarnaast mag een scootmobiel, in tegenstelling tot een brommer, ook op het voetpad rijden. De maximumsnelheid op het voetpad is 6 km∕h. 
Net als alle andere voertuigen moet een scootmobiel voorzien zijn van verlichting aan de voor- en achterkant.
Met een scootmobiel mag men meestal supermarkten, grote warenhuizen en ziekenhuizen binnenrijden. Bij kleinere winkels en openbare gebouwen zoals musea en gemeentelijke gebouwen moet men de scootmobiel soms buiten laten staan. Bij musea moet men vaak grote afstanden overbruggen en daarom kan men hier vaak overstappen in de daar aanwezige museumrolstoel. Daarnaast mag een scootmobiel, evenals een rolstoel, zonder extra kosten worden meegenomen in Nederlandse treinen. Hiervoor kan het nodig zijn om een verrijdbare brug te gebruiken, omdat het rolstoelbalkon van de trein vaak hoger is dan het perron. Op deze manier kunnen mensen met een scootmobiel ook naar andere plaatsen in Nederland reizen.